# أدولف فيشر (نقابي)
أدولف فيشر (بالألمانية: Adolph Fischer)‏ هو نقابي ألماني، ولد في 1858 في مدينة بريمن في ألمانيا، وتوفي في 11 نوفمبر 1887 في شيكاغو في الولايات المتحدة بسبب شنق.